# Svend Asmussen
Svend Harald Christian Asmussen (født 28. februar 1916 i København, død 7. februar 2017 i Dronningmølle) var en dansk violinist, der mest spillede jazz, men i øvrigt spændte meget bredt. 
Hans glimrende evner som entertainer kom til udtryk, når han som musiker medvirkede i revyer og kabareter. Det var også Svend Asmussen der i sin tid spottede Jørgen Ingmann.[kilde mangler]
Han udgav mange grammofonplader, den første allerede i 1934. Fra 1943 og frem til 1958 optrådte han fast i Stig Lommers mange revyer. Senest optrådte han med guitaristen Jacob Fischer, bassisten Jesper Lundgaard og trommeslageren Aage Tanggaard.
Fra 1959-1961 var han med i entertainment-trioen Swe-Danes, der udover Asmussen bestod af Ulrik Neumann og Alice Babs. De udgav albummet Scandinavian Shuffle i 1960.
I 2001 blev han æreskunstner i Østermarie på forgængeren, operasanger Tina Kibergs, forslag. Han valgte selv navnet til den lokalitet, der traditionelt opkaldes efter æreskunstneren: Svend Asmussens Sving.
Asmussens musikalske arkiv findes i dag i Jazzsamlingerne ved Syddansk Universitetsbibliotek.
Blandt de mange musikere fra mange forskellige genrer, han i årenes løb optrådte eller indspillede sammen med, kan nævnes:
- Fats Waller
- The Mills Brothers
- Josephine Baker
- Helge Jacobsen
- Lionel Hampton
- Søskendeparret Gerda Neumann og Ulrik Neumann
- John Lewis
- Kenny Drew
- Jan Johansson
- Toots Thielemans
- Niels-Henning Ørsted Pedersen
- Ed Thigpen
- L. Subramaniam
- Mads Vinding
- Kjell Öhman
- Jesper Lundgaard
- Shu-Bi-Dua
  - Violin på "Står på en alpetop" på Shu-bi-dua (1974)
  - Arrangementet, bas og guitar på "De tre små grise" på Shu-bi-dua 3 (1976)
  - Strengearrangementet på "Sommergryder" på Shu-bi-dua 4 (1977)
  - Strengearrangementet på "Melankolini" på Shu-bi-dua 6 (1979)
  - Strengearrangementet på "Minus til plus" på Shu-bi-dua 7 (1980)
- Benny Goodman

## Privatliv
Svend Asmussen var bror til tegneren Des Asmussen.
Han var gift første gang med Annegrethe Asmussen (død i 2000), med hvem han fik tre børn, heriblandt guitaristen Claus Asmussen, der var medlem af Shu-bi-dua fra 1974-2005.. I 2005 blev han gift med Ellen Bick Asmussen (Meier; f. 23. februar 1943), og de var sammen indtil hans død.
Svend Asmussen sov stille ind den 7. februar 2017 i sit hjem i Dronningmølle, Hornbæk.